# Insulele Bermude la Jocurile Olimpice de iarnă din 2014
Insulele Bermude au participat la Jocurile Olimpice de iarnă din 2014 din Soci, Rusia în perioada 7 - 23 februarie 2014. Tucker Murphy a fost singurul reprezentant al țării sale pentru a doua oară consecutiv. Delegația a defilat la ceremonia de deschidere cu tradiționalele bermude.

## Competitori
| Sport     | Masculin | Feminin | Total |
| --------- | -------- | ------- | ----- |
| Schi fond | 1        | 0       | 1     |
| Total     | 1        | 0       | 1     |

## Schi fond
Conform locurilor de calificare acordate pe data de 20 ianuarie 2014, Insulele Bermude au calificat un sportiv. Murphy a terminat pe poziția 84 (din 92 de concurenți), cu 4 locuri mai sus decât performanța din 2010.
Distanță
| Sportiv       | Probă                 | Finală  | Finală   | Finală |
| Sportiv       | Probă                 | Timp    | Deficit  | Loc    |
| ------------- | --------------------- | ------- | -------- | ------ |
| Tucker Murphy | 15 km clasic masculin | 49:19.9 | +10:50.2 | 84     |